# Agrotis picea
Agrotis picea är en fjärilsart som beskrevs av Adrian Hardy Haworth 1809. Agrotis picea ingår i släktet Agrotis och familjen nattflyn. Inga underarter finns listade i Catalogue of Life.